# آنفلوانزای اسپانیایی
دنیاگیری ۱۹۱۸ آنفلوانزا یا آنفلوانزای اسپانیایی (به انگلیسی: Spanish flu) دنیاگیری آنفلوانزای مرگبار غیرمنتظره‌ای بود که در اثر ویروس آنفلوانزای A زیرگروه H1N1 ایجاد شد.
مابین بهار ۱۹۱۸ تا تابستان ۱۹۱۹، این بیماری ۵۰۰ میلیون نفر (یک‌سوم مردم جهان در آن هنگام) در سراسر جهان را دچار کرد و به گفته پژوهشگران، بین ۱۷ تا ۵۰ میلیون انسان جان خود را از دست دادند که بیشتر از شمار قربانیان مستقیم جنگ جهانی اول است. البته در برخی تخمین‌ها تا ۱۰۰ میلیون نفر هم گفته شده‌است. پژوهش‌ها نشان می‌دهند که این همه‌گیری ممکن است از مرگ سیاه هم قربانیان بیشتری در جهان داشته باشد. بیشتر آنفلوانزاها به شکل نامتناسبی کودکان و سالمندان را دچار می‌کنند ولی نرخ مرگ و میر در آنفلوانزای اسپانیایی به شکل غیرمنتظره‌ای در جوانان بیشتر بود.

## ریشه

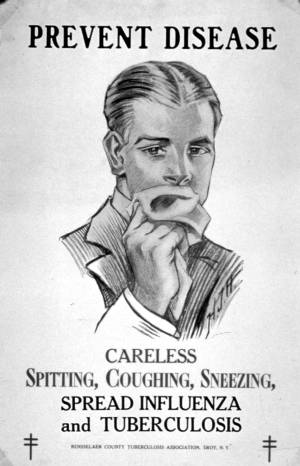
نمونه‌ای از پوستر آموزش پیشگیری از ابتلا: «تف کردن، سرفه و عطسهٔ بی‌دقت، آنفلوانزا و سل را گسترش می‌دهند.»

فرضیه‌های بسیاری دربارهٔ خاستگاه این بیماری وجود دارد. برخی می‌گویند آغاز این همه‌گیری در ایالات متحده آمریکا، امپراتوری بریتانیا یا چین بوده‌است. این باور نیز هست که سانسور در زمان جنگ جهانی اول باعث شد این بیماری در جمهوری سوم فرانسه، امپراتوری بریتانیا و امپراتوری آلمان گزارش نشود اما چون در امپراتوری اسپانیا (که در جنگ بی‌طرف بود) گزارش شد، به‌نظر آمد که این بیماری در آنجا همه‌گیرتر است؛ بنابراین پسوند «اسپانیایی» گرفت.
با اینکه در آن زمان میکروب به عنوان عامل بیماری‌های عفونی کشف شده بود اما نزدیک به یک دهه پس از آن، ویروس آنفلوانزای A زیرگروه H1N1 به عنوان عامل این بیماری شناسایی شد.

## در ایران

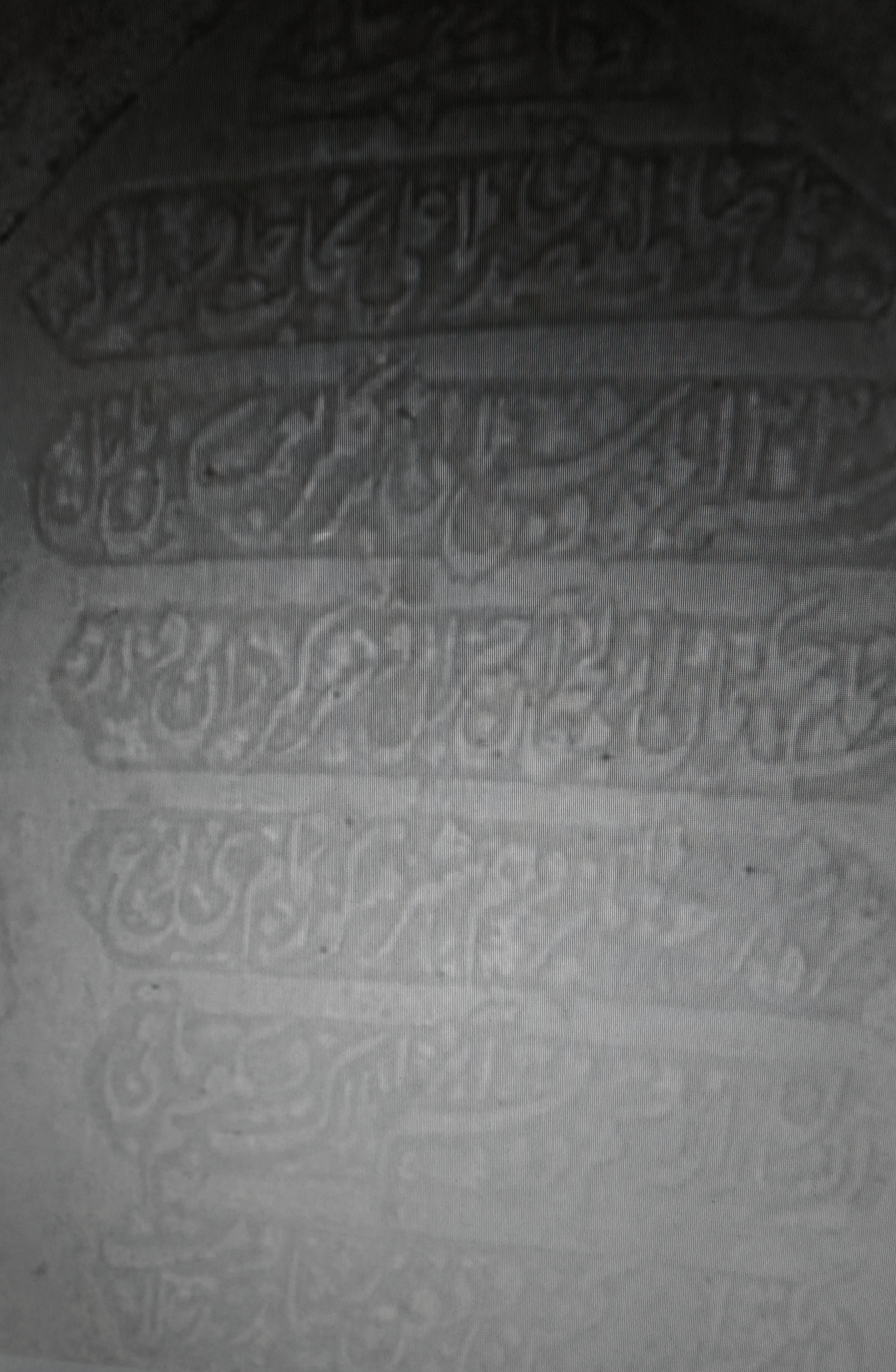
تصویر سنگ قبر یکی از درگذشتگان این بیماری در نورآباد (ممسنی) که بر روی آن چنین نوشته‌است: وفات مرحمت پناه علی رضا ولدصدق ملا علی نجات جاویدلله در سنهٔ ۱۳۳۷ (قمری) ناخوشی بلایی برکل ربع مسکون نازل که تمام حکیمان از معالجه آن حیران و سرگردان و از غرهٔ شهر صفر تا پانزدهم شهر مذکور، تمامی نوع انسان را سه قسم و دو قسم آن را هلاک و یک قسم باقی و آن یک قسم از عهدهٔ کفن و دفن بر نیامدند. علامت ناخوشی عطسه‌ای و سرفه‌ای بود. به جهت عبرت نوشته شد.

ایران یکی از بالاترین آمارهای مرگ بر اثر آنفلوانزای اسپانیایی را داشت. بر اساس یک تخمین، بین ۹۰۲٬۴۰۰ تا ۴٬۴۳۱٬۰۰۰ یا ۸٪ تا ۲۲٪ از کل جمعیت ایران بر اثر این بیماری کشته شدند. به نوشته امیراصلان افخمی برخلاف دیگر جاهای زمین که بیشتر قربانیان شهرنشین بودند، در ایران این بیماری در روستاها بیشتر قربانی گرفت. شرایط اجتماعی (مهمترین دلیل)، قحطی، اعتیاد به تریاک، مالاریا، خشک‌سالی، احتکار، فساد و ناکارآمدی دولت، توسعه‌نیافتگی، و کم‌خونی از دلایل گسترش آنفلوانزای اسپانیایی در ایران بودند.
نیروهای روس، بریتانیا و عثمانی در چهار گام، آنفلوانزای اسپانیایی را وارد ایران کردند:
- در شمال خاور: از عشق‌آباد به مشهد (نیروهای آمریکایی، ویروس آنفلوانزا را به نیروهای امپراتوری روسیه منتقل کرده‌بودند) [همه‌گیری کوچک]
- در شمال باختر: از باکو به بندر انزلی (نیروهای امپراتوری روسیه) [همه‌گیری کوچک]
- در جنوب: از بندرعباس و بوشهر (نیروهای امپراتوری بریتانیا و راج بریتانیا) (نیروهای هندی بسیاری نیز در ایران مردند) [همه‌گیری بزرگ]
- در باختر: از طریق میان‌رودان (جنگ‌زدگان آشوری‌ها، مردم ارمنی، نیروهای امپراتوری عثمانی)

چون همه‌گیری آنفلوانزای اسپانیایی در تهران ناگهانی و هم‌زمان با وزش بادهای شدید بود آن را «ناخوشی باد» نامیدند. اما بیشترین کشته در کرمان بود. در شیراز مردم خود را به مسجد می‌رساندند تا دست کم در جایی مقدس بمیرند.
بر پایه برآوردها آنفلوانزا در روستاها جان بین ۱۰ تا ۲۵ درصد و در شهرها بین یک تا ده درصد جمعیت را گرفت؛ بنابراین شمار قربانیان آنفلوانزا در ایران بین۹۱۰٬۴۰۰ تا ۲٬۴۳۱٬۰۰۰ (۸٪ تا ۲۱/۷٪) بوده‌است.

## انستیتو پاستور
در نتیجه کشتار آنفلوانزای اسپانیایی در ایران، تلاش‌های فیروز فیروز (وزیر خارجه و رئیس هیئت نمایندگی ایران در کنفرانس صلح پاریس)، به گشایش انستیتو پاستور ایران در سال ۱۹۲۱ انجامید.

## سایر کشورها
در عربستان ترکی اول بن عبدالعزیز آل سعود پسر ارشد ملک عبدالعزیز، اولین پادشاه عربستان سعودی، در سال ۱۹۱۹ بر اثر این بیماری، در سن ۱۸ سالگی درگذشت.

## نگارخانه

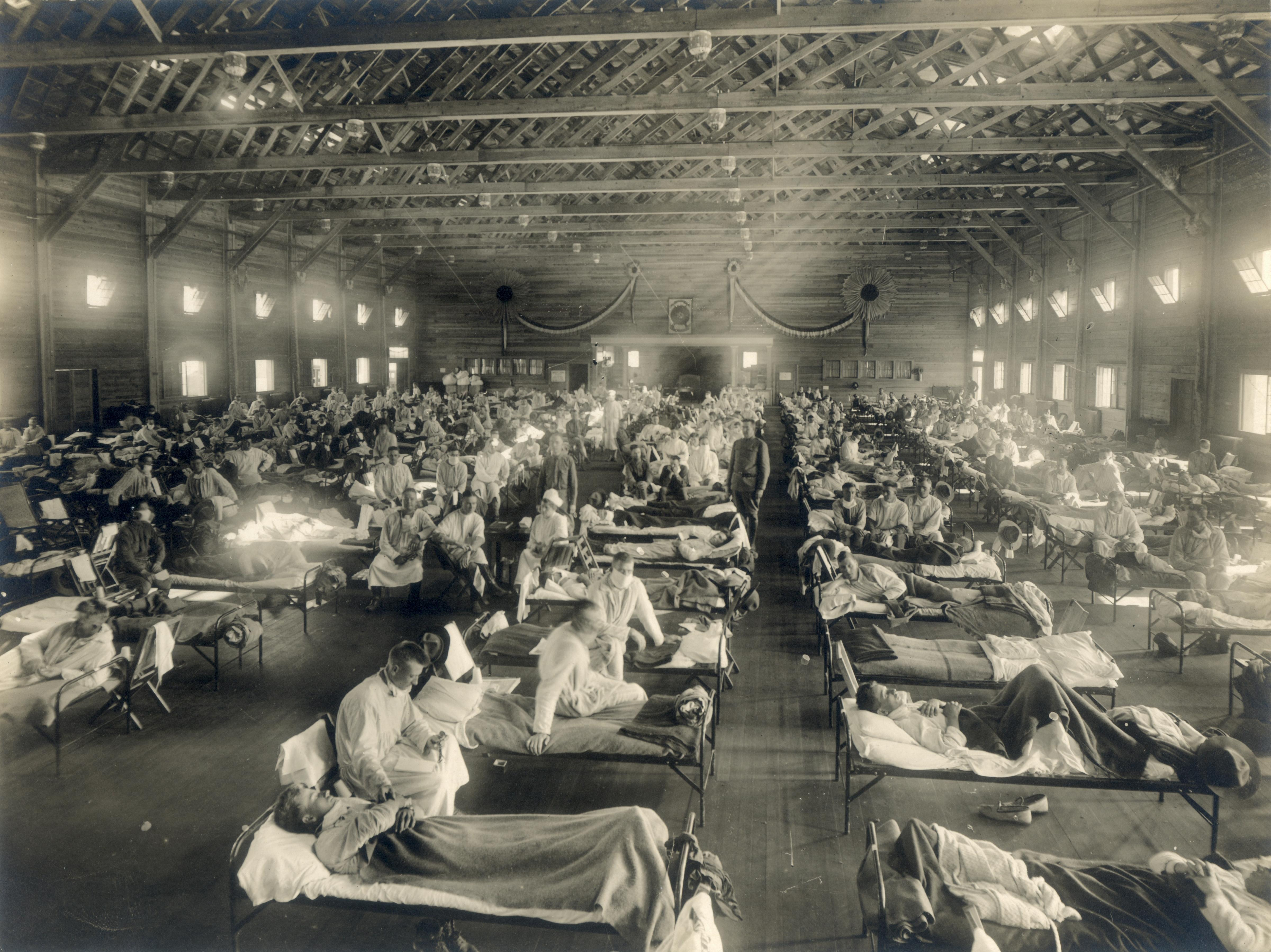
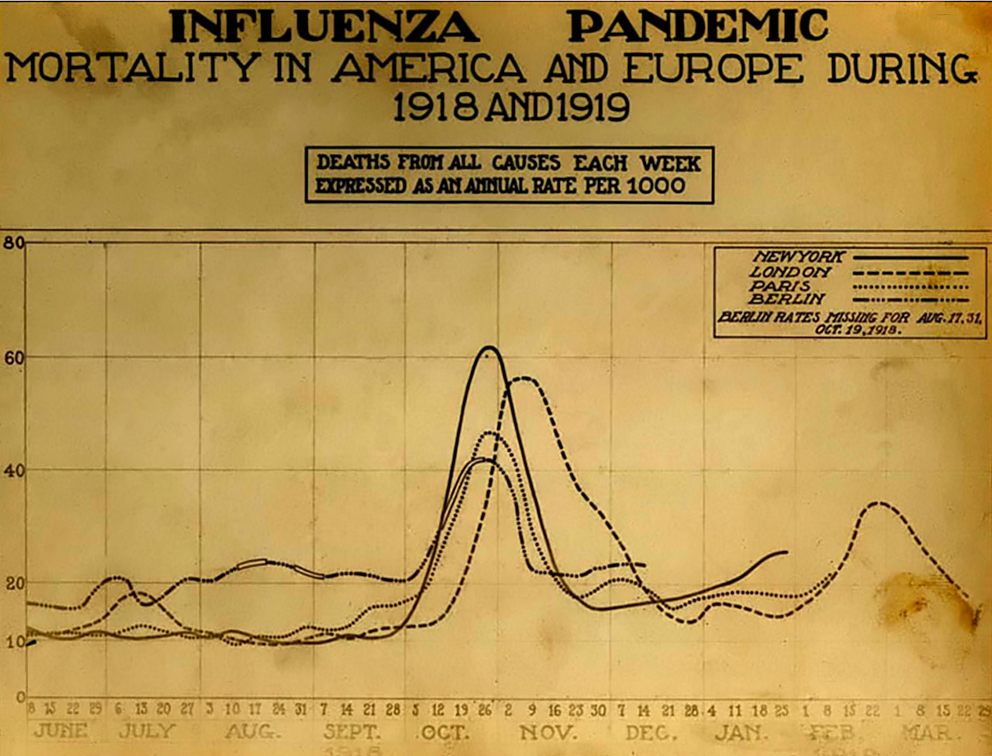
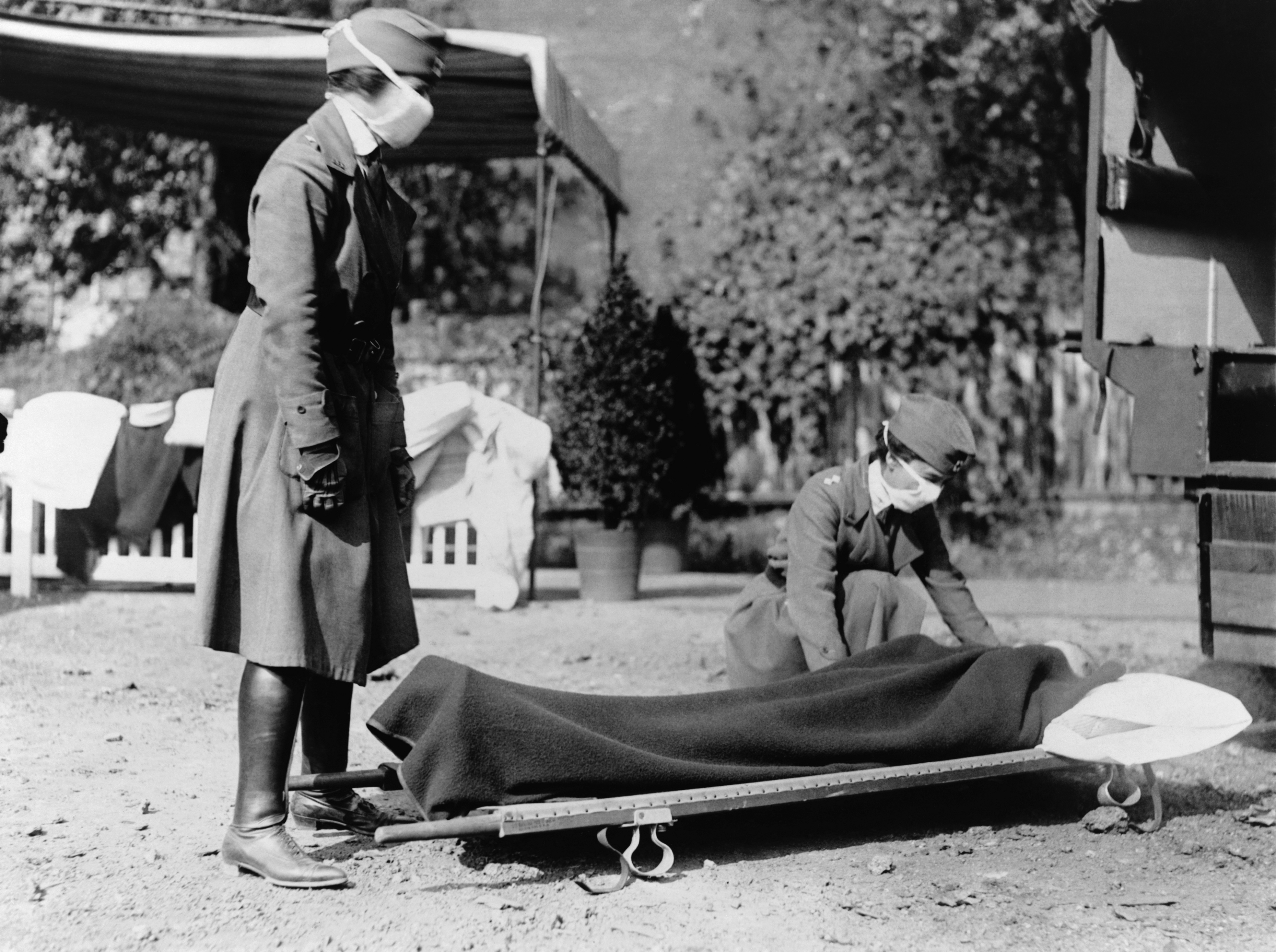
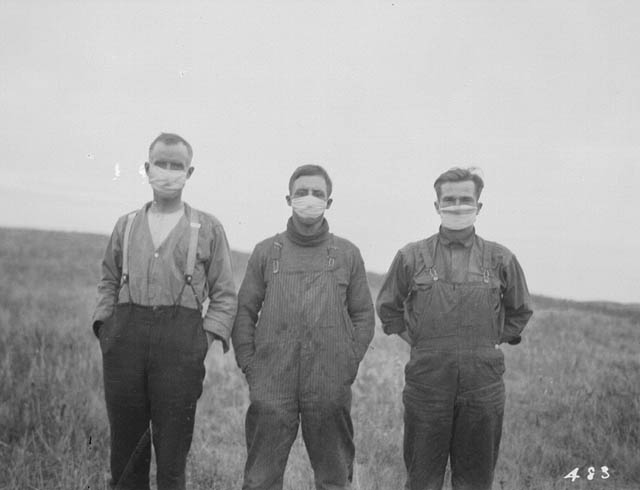
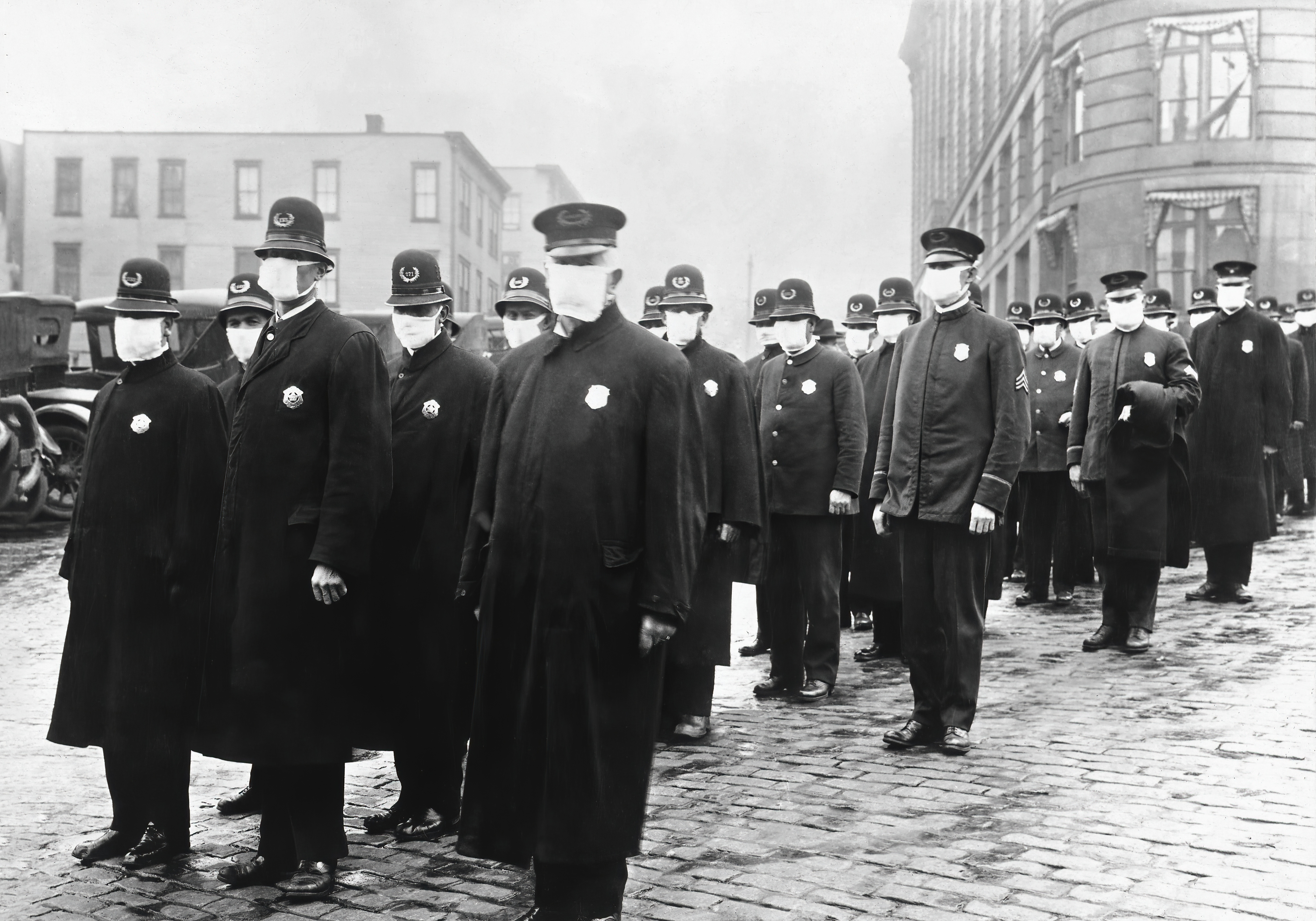
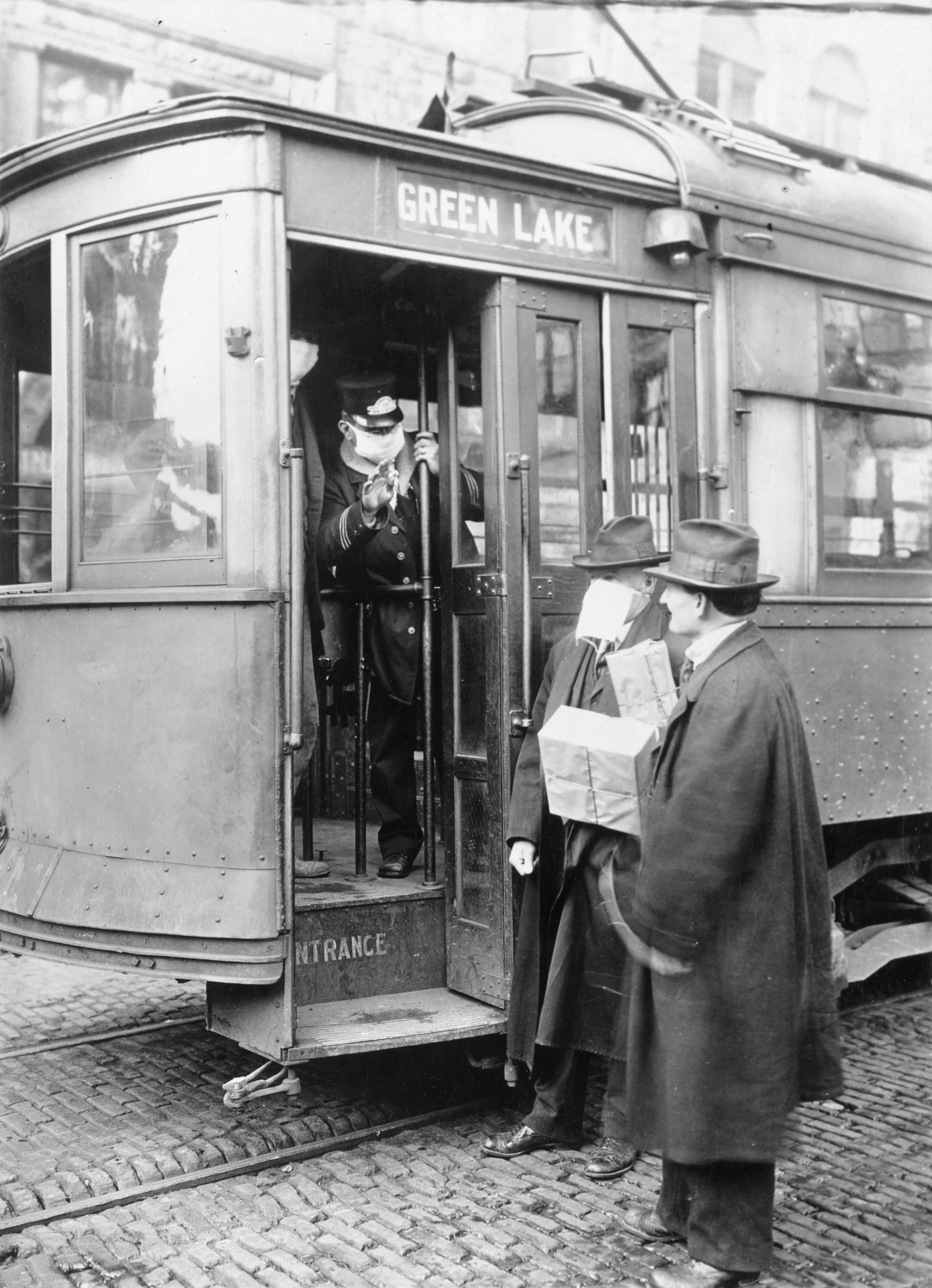
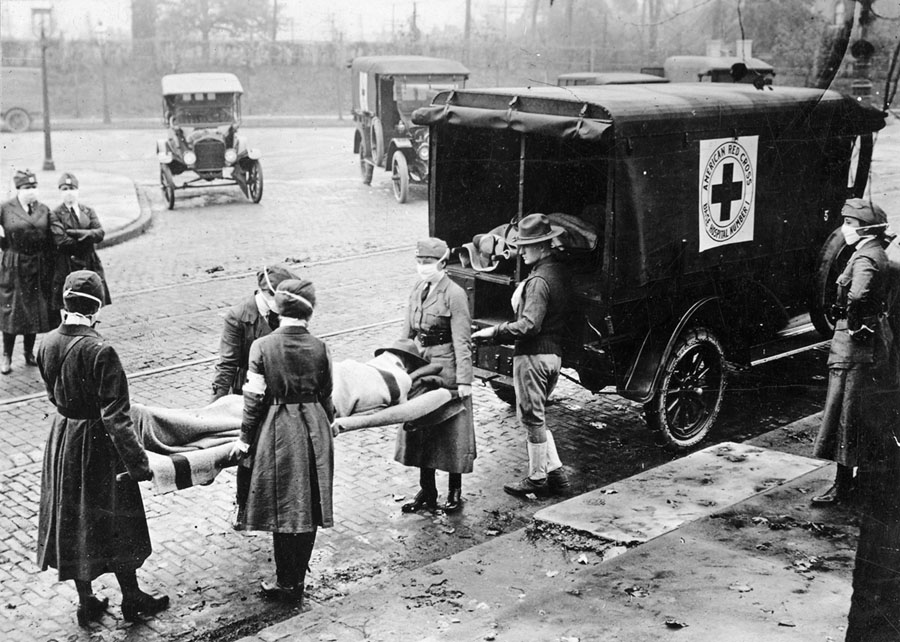
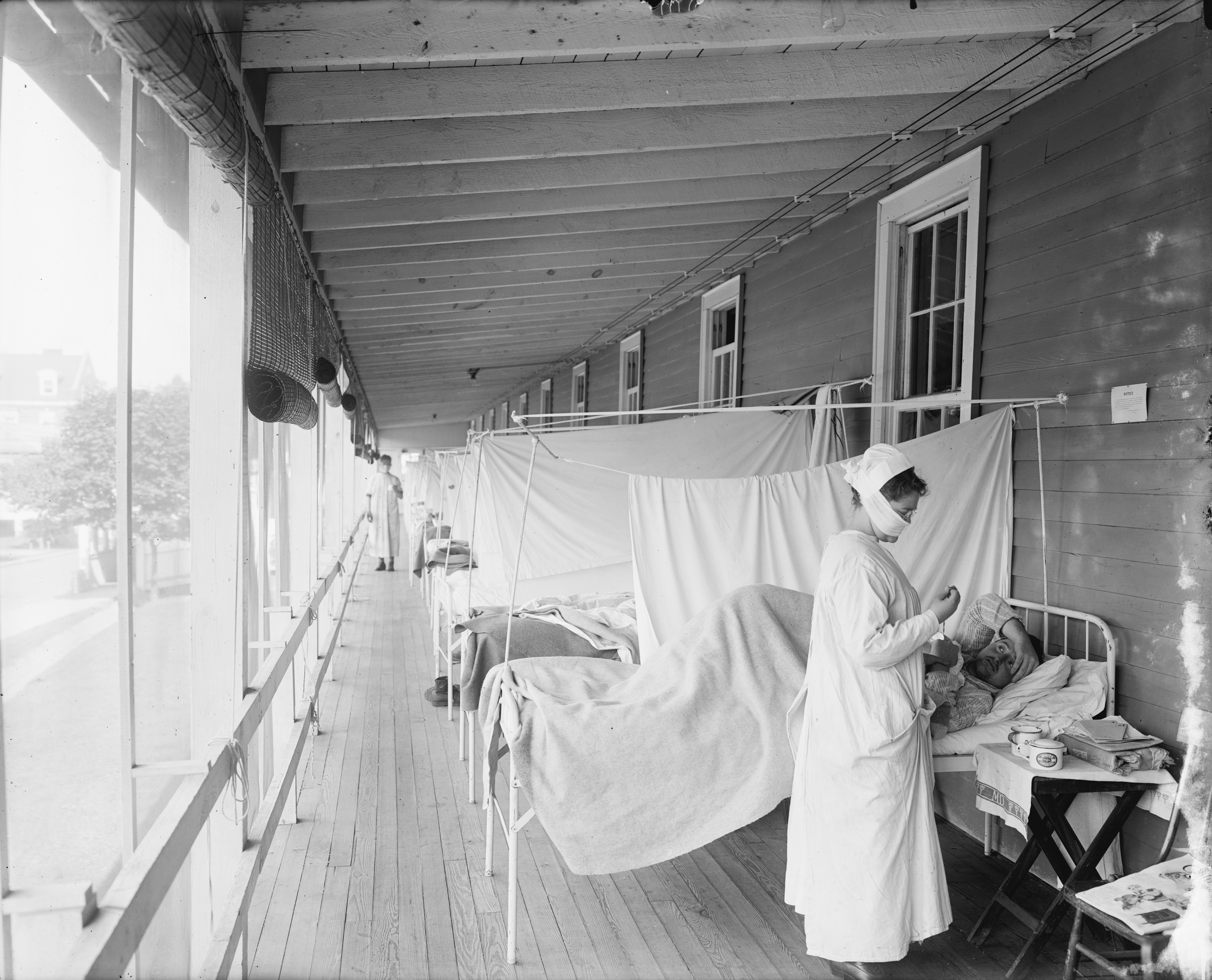
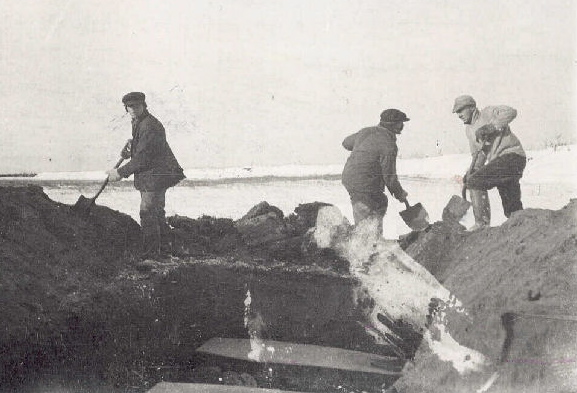
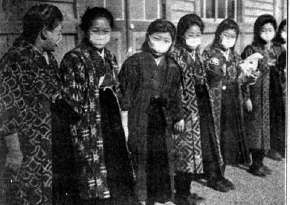
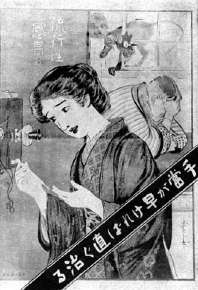
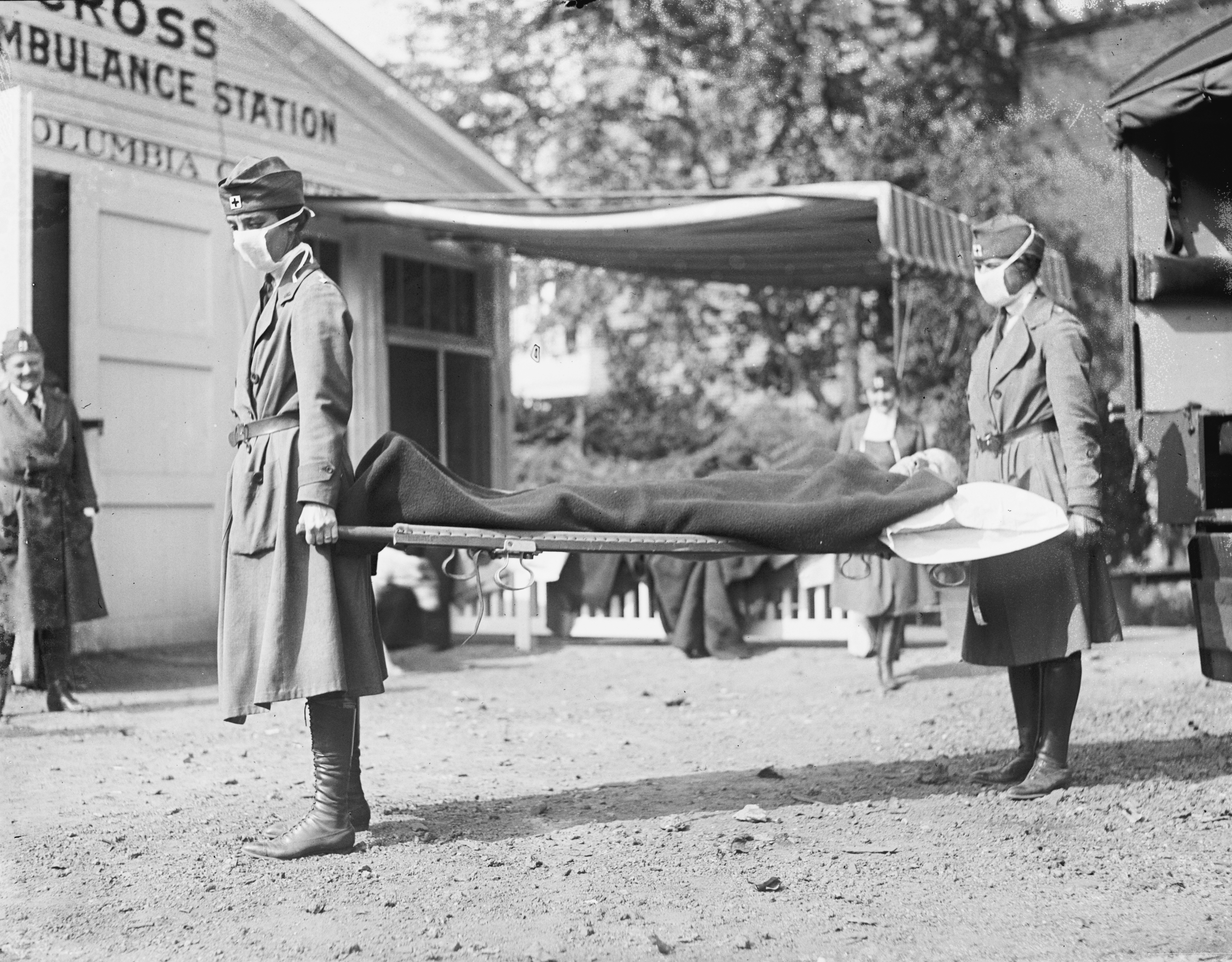
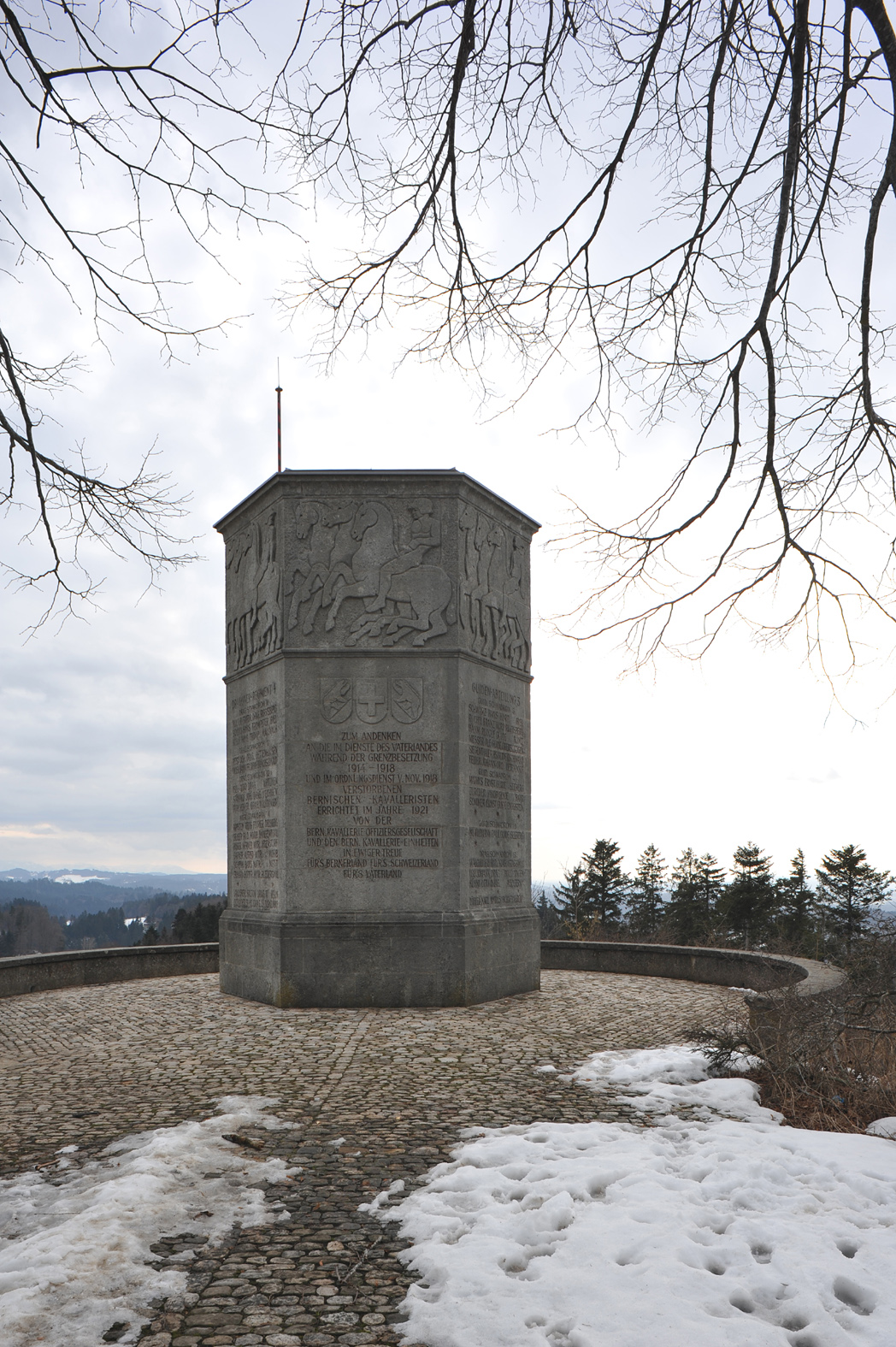